# قسطر بالوني

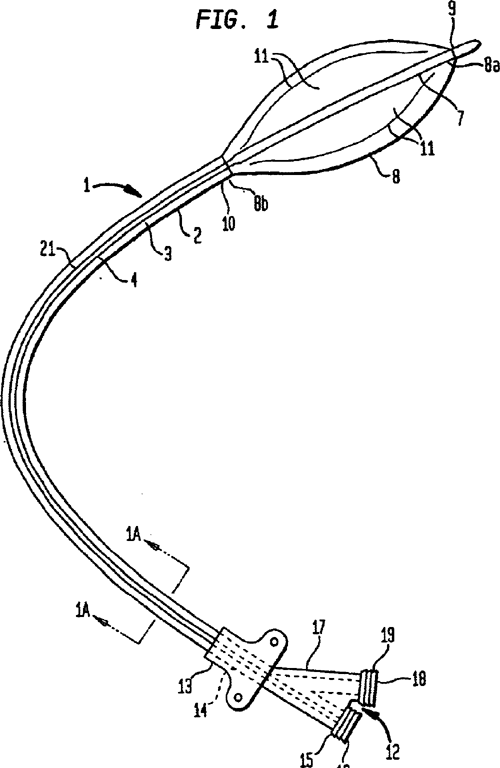
رسم تخطيطي لقسطر بالوني.

القسطرة البالونية هي نوع من القسطرة «الناعمة» مع «بالون» قابل للنفخ في طرفها والذي يستخدم أثناء إجراء قسطرة لتكبير فتحة أو ممر ضيق داخل الجسم. يتم وضع القسطرة البالونية المفرغة، ثم تتفخ لتنفيذ الإجراء اللازم، وتفرغ مرة أخرى من أجل إزالتها.
وتشمل بعض الاستخدامات الشائعة:
- رأب وتوسيع الأوعية أو balloon septostomy، عن طريق القسطرة القلبية (heart cath)
- رأب وتوسيع الأنابيب عن طريق قسطرة الرحم
- رأب الحويضة باستخدام دعامة بالونية قابلة للنفخ والفصل حيث يتم وضعها عبر القسطرة البالونية لتوسيع الأوعية الدموية

تتواجد القسطرة البالونية المستخدمة في توسيع الأوعية الدموية إما بصورة وتصميم عبر السلك (OTW) أو التبادل السريع (Rx). تمثل قسطرة Rx في الوقت الحاضر حوالي 90٪ من سوق التدخل بالشريان التاجي. في حين أن قسطرة OTW قد تكون لا تزال مفيدة في مسارات الأوعية الدموية كثيرة التعرج، هذا النوع من القسطرة يضحي بوقت الانكماش أو التفريغ والقدرة على الدفع. عندما يتم استخدام القسطرة البالونية لضغط الترسبات داخل الشريان التاجي المسدود يشار إليه بالقسطرة البالونية لتوسيع الأوعية الدموية القديم البسيطة أوPOBA. وتستخدم أيضا القسطرة البالونية في توزيع الدعامات أثناء قسطرة توسيع الأوعية الدموية. يتم تزويد مختبر القسطرة بقسطرة بالونية مع دعامات موضوعة على البالون. عندما ينفخ طبيب القلب البالون فإنه يوسع الدعامات. عندما يفرغ طبيب القلب البالون في وقت لاحق فإن الدعامة تبقى في الخلف داخل الشريان ويصبح من الممكن إزالة القسطرة البالونية. الدعامات التي تستخدم بالاقتران مع قسطرة البالون تعرف باسم الدعامات البالونية القابلة للتوسع.
القسطرة البالونية الحالبية أو الحويضة
وتستخدم القسطرات البالونية الحالبية لعلاج الانسدادات المتواجدة في نقطة الاتصال بين الحالب والحوض (UPJ) الناجمة عن عوامل جدارية داخلية مثل التليف و / أو مشاكل الجدار المتضخم. ويمكن أن تساعد أيضا على حل مشاكل تحتاج لعملية تحويل عروة اللفائفي (وتسمى أيضا قناة اللفائفي). تطبيق هذا النوع من القسطرة هو أقل ضررا بكثير من تطبيق علاجات أخرى لمشاكل الانسداد البولي.